# (5718) Roykerr
(5718) Roykerr est un astéroïde de la ceinture principale.

## Description
(5718) Roykerr est un astéroïde de la ceinture principale. Il fut découvert le 4 août 1983 à Lac Tekapo par Alan C. Gilmore et Pamela M. Kilmartin. Il présente une orbite caractérisée par un demi-grand axe de 2,21 UA, une excentricité de 0,231 et une inclinaison de 6,1° par rapport à l'écliptique.

## Compléments